# Annibale Riccò
Annibale Riccò (Milão, 14 de setembro de 1844 – Roma, 23 de setembro de 1919) foi um astrônomo italiano.

## Condecorações
- 1914 Prêmio Jules Janssen
- Asteroide 18462 Ricco.